# Roger Glover
Roger David Glover (Brecon, Wales, 30 november 1945) is een Brits muzikant. Hij is voornamelijk bekend geworden als bassist van de hardrockband Deep Purple, maar had in 1975 ook een hit met de single Love is all.

## Biografie
Glover werd geboren te Brecon (Wales) en groeide op in de pub van het gezin Glover, waar hij diverse lokale bands kon zien optreden. De eerste band waar hij deel van uitmaakte was The Madisons, de tweede lokale band was The Lightnings. Vanaf 1963 speelde hij in Episode Six en in 1969 volgde de overstap naar Deep Purple.
Hij verliet de band in 1973. Met een keur aan collega-muzikanten nam hij als Roger Glover and guests het album The Butterfly Ball and the Grasshopper's Feast op, een muzikale bewerking van een kinderboek. Het album werd in 1974 uitgebracht. De door Ronnie James Dio gezongen single Love is all werd in het voorjaar van 1975 een grote internationale hit, mede dankzij het getekende promotiefilmpje (voorloper van de videoclip). Hierna ging hij, redelijk succesvol, aan het werk als producer, onder andere van de groep Nazareth. In 1978 maakte hij het album Elements. Het thema is gebaseerd op de vier elementen: aarde, water, lucht en vuur. De muziek is sterk vermengd met klassieke muziek. Rond deze tijd trad hij toe tot Rainbow, de band van voormalig Deep Purple-gitarist Ritchie Blackmore.
Sinds Deep Purple in 1984 weer bij elkaar kwam, maakt Glover er opnieuw deel van uit.

## NPO Radio 2 Top 2000
| Nummer met noteringen in de NPO Radio 2 Top 2000 | '99 | '00 | '01 | '02 | '03 | '04 | '05 | '06 | '07 | '08 | '09 | '10 | '11  | '12 | '13 | '14 | '15  | '16  | '17  | '18  | '19  | '20  | '21  | '22  | '23  | '24  |
| ------------------------------------------------ | --- | --- | --- | --- | --- | --- | --- | --- | --- | --- | --- | --- | ---- | --- | --- | --- | ---- | ---- | ---- | ---- | ---- | ---- | ---- | ---- | ---- | ---- |
| Love is all                                      | 447 | 561 | 505 | 407 | 481 | 813 | 829 | 662 | 891 | 683 | 961 | 646 | 1057 | 854 | 850 | 964 | 1048 | 1537 | 1499 | 1238 | 1338 | 1607 | 1651 | 1646 | 1662 | 1756 |

1. ↑  Een vetgedrukt getal geeft de hoogste notering aan.

Ian Paice · Roger Glover · Ian Gillan · Steve Morse · Don Airey

Jon Lord † · Ritchie Blackmore · Rod Evans · Nick Simper · David Coverdale · Glenn Hughes · Tommy Bolin † · Joe Lynn Turner · Joe Satriani
- Bibsys: 62619
- Bibliothèque nationale de France: cb138945454 (data)
- Gemeinsame Normdatei: 13438637X
- International Standard Name Identifier: 0000 0000 7839 707X
- Library of Congress Control Number: n95097633
- MusicBrainz: 583944a8-d43b-42e9-8e3c-29eb89f53587
- Nationale Bibliotheek van Tsjechië: ola2002151383
- Nationale bibliotheek van Australië: 61190236
- Nationale Bibliotheek van Polen: a0000003206209
- Nederlandse Thesaurus van Auteursnamen: 070732566
- SNAC: w6fb6jjc
- Système universitaire de documentation: 157332489
- Trove: 1822024
- Virtual International Authority File: 84963048
- WorldCat: E39PBJwMyGtYGk64GrtVPb3mh3

]